# Чепца (станция)
Чепца — железнодорожная станция Пермского отделения Свердловской железной дороги  России. Расположена на территории села Чепца Кезского района Удмуртской Республики. Западнее проходит граница с Горьковской железной дорогой.
В 2008 — 2010 годах была проведена реконструкция станции, были удлинены четыре пути для приёма поездов повышенной длины (до 95 условных вагонов).

## Дальнее следование по станции
| Круглогодичное обращение поездов | Круглогодичное обращение поездов | Круглогодичное обращение поездов | Круглогодичное обращение поездов |
| № поезда                         | Маршрут движения                 | № поезда                         | Маршрут движения                 |
| -------------------------------- | -------------------------------- | -------------------------------- | -------------------------------- |
| 325                              | Пермь — Новороссийск             | 326                              | Новороссийск — Пермь             |
| 353                              | Пермь — Адлер                    | 354                              | Адлер — Пермь                    |

| Сезонное обращение поездов | Сезонное обращение поездов | Сезонное обращение поездов | Сезонное обращение поездов |
| № поезда                   | Маршрут движения           | № поезда                   | Маршрут движения           |
| -------------------------- | -------------------------- | -------------------------- | -------------------------- |
| 591                        | Приобье — Пермь — Анапа    | 592                        | Анапа — Пермь — Приобье    |